# Diego Cortes Asencio
Diego Cortes Asencio (Níjar, Almería, 15 de julio de 1931- 6 de octubre de 2020) fue un diplomático estadounidense.

## Biografía
Nacido en Níjar, Almería (España). Se crio en Newark, Nueva Jersey. Se graduó de la Universidad de Georgetown en 1952. 
Se desempeñó como embajador de Estados Unidos en Colombia entre 1977 y 1980;  en ese cargo denunció, la bonanza marimbera y el creciente narcotráfico en Colombia. Fue condecorado en 1979 con la Cruz de Boyacá por el entonces presidente Julio César Turbay (1978-1982). En 1980, fue uno de los embajadores secuestrados durante la Toma de la Embajada de la República Dominicana en Bogotá por el Movimiento 19 de abril (M-19). Después fue nombrado fue Subsecretario de Estado para Asuntos Consulares de 1980 a 1983. Fue embajador de Estados Unidos en Brasil entre 1983-1986, entre 1991 y 1993 fue Director Ejecutivo de la Comisión de Asuntos Internacionales de Florida y en 1998 asesoró al entonces candidato presidencial colombiano Horacio Serpa.
Durante sus últimos años fue miembro del Consejo de Relaciones Exteriores de Nueva York, la Asociación Estadounidense del Servicio Exterior, el Consejo de las Américas, la Academia Estadounidense de Diplomacia y el Instituto de Relaciones Exteriores de Washington, así como consultor de compañías estadounidenses.

## Obras
- Con Nancy Asencio, Terror en la embajada (1983) ISBN 9788482764009